# 灣景花園

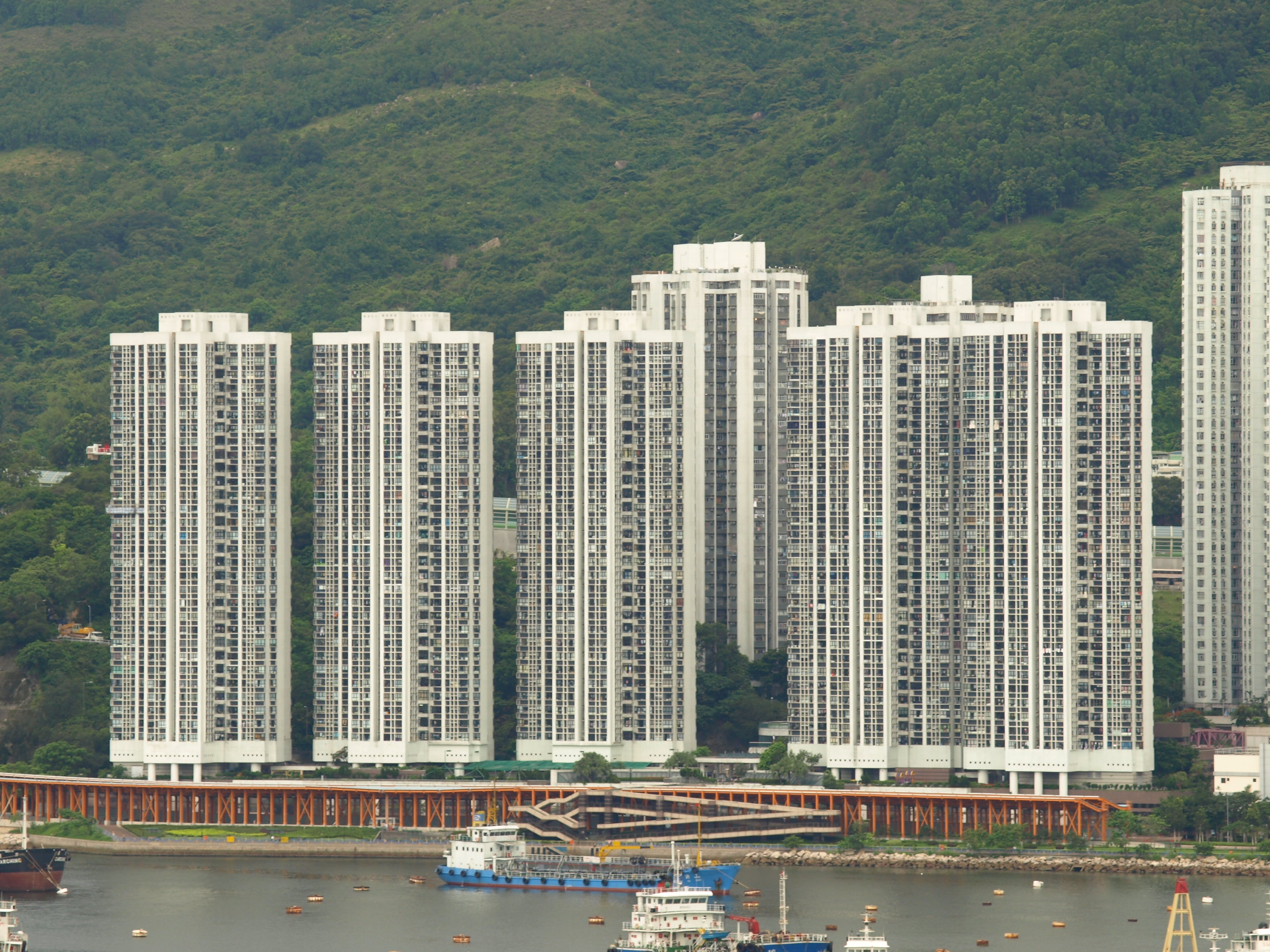
遠眺灣景花園，後方大廈為翠濤閣

灣景花園（英語：Bayview Garden）是香港荃灣西約臨海地段上的一個私人屋苑，發展商為恆隆地產，位於新界荃灣區油柑頭青山公路荃灣段633號（青山公路9咪半）。

## 屋苑特色
灣景花園背靠下花山，面臨藍巴勒海峽，遠望青衣島北岸一帶，屋苑前臨海安路，為避免馬路噪音影響民居，政府已於2006年建成一段有蓋式隔音屏障將馬路覆蓋。屋苑共有5幢大廈，其中第4及5座於1991年9月入伙，第1至3座則於1992年6月入伙。屋苑設施包括一個室外網球場、兩個室外羽毛球場以及一個泳池，並設有住客及訪客停車場。屋苑法團主席為嚴志良，副主席為劉清德。
灣景花園地下附設一層商業樓面用作商場之用，惟由於屋苑位置較偏僻，原來除了第5座地下設有郵政局外，整個商場一直空置。奇樂繽紛保齡終於2012年6月30日起從美孚新邨遷至商場，但球場於2020年3月8日正式結業。
2017年12月，鄧成波以3.3億港元購入灣景花園商場。
2023年11月，美建集團以1.8億港元購入灣景花園的購物商場及部份停車位。商場隨即進行翻新，並改名為灣景薈。
以下為各大廈資料：
| 座號 | 大廈層數 | 單位數目 | 入伙日期  | 建築師             | 承建商   | 提供升降機的廠商 |
| ---- | -------- | -------- | --------- | ------------------ | -------- | ---------------- |
| 1    | 30       | 1200     | 1992年6月 | 伍振民建築師事務所 | 顯利工程 | 迅達集團         |
| 2    | 30       | 1200     | 1992年6月 | 伍振民建築師事務所 | 顯利工程 | 迅達集團         |
| 3    | 30       | 1200     | 1992年6月 | 伍振民建築師事務所 | 顯利工程 | 迅達集團         |
| 4    | 30       | 1200     | 1991年9月 | 伍振民建築師事務所 | 顯利工程 | 迅達集團         |
| 5    | 30       | 1200     | 1991年9月 | 伍振民建築師事務所 | 顯利工程 | 迅達集團         |

## 教育

### 幼稚園
- 基督教安得兒幼稚園（灣景） （页面存档备份，存于）